# SN 2009jw
SN 2009jw – supernowa typu II odkryta 3 października 2009 roku w galaktyce M+07-16-08. W momencie odkrycia miała maksymalną jasność 18,30m.